# Eleições estaduais na Paraíba em 2006
As eleições estaduais na Paraíba em 2006 ocorreram em 1º de outubro como parte das eleições gerais no Distrito Federal e em 26 estados brasileiros. Nelas foram eleitos o governador Cássio Cunha Lima, o vice-governador José Lacerda Neto e o senador Cícero Lucena, além de 12 deputados federais e 36 estaduais. Como nenhum candidato a governador obteve metade mais um dos votos válidos, aconteceu um segundo turno em 29 de outubro e conforme a Constituição a posse do governador e do vice-governador se daria em 1º de janeiro de 2007 para quatro anos de mandato.
Graças ao artifício dos governadores biônicos a ARENA manteve o controle do governo paraibano a ponto de legar ao seu sucessor, o PDS, a vitória de Wilson Braga na eleição direta de 1982 enquanto o PMDB esperou a Nova República para iniciar um ciclo de quatro vitórias consecutivas a partir de 1986 numa marcha que se estenderia até 1998 quando foi reeleito José Maranhão. Tal supremacia durou até o início do Século XXI quando as disputas pelo controle da legenda ocasionaram a defecção de Ronaldo Cunha Lima e seu grupo, o qual foi acolhido no PSDB e venceu a eleição de 2002 sob o comando de Cássio Cunha Lima, filho e herdeiro político de seu pai.
Eleito deputado federal pelo PMDB em 1986, Cássio Cunha Lima participou da Assembleia Nacional Constituinte que elaborou a Constituição de 1988. Nesse mesmo ano elegeu-se prefeito de Campina Grande, sua cidade natal. Advogado formado em 1991 pela Universidade Federal da Paraíba, renunciou à prefeitura para comandar a Superintendência do Desenvolvimento do Nordeste assumindo-a em 3 de dezembro de 1992. Combalido em sua gestão pelos tiros que seu pai desferiu contra Tarcísio Burity na capital paraibana em 5 de novembro de 1993, renunciou ao cargo a tempo de ser eleito deputado federal em 1994. A seguir Cássio Cunha Lima foi eleito prefeito de Campina Grande em 1996 e reeleito no ano 2000, renunciou e foi eleito governador da Paraíba via PSDB em 2002 e reconduzido ao Palácio da Redenção em 2006.
O vice-governador eleito foi José Lacerda Neto. Advogado nascido em São José de Piranhas, filiou-se ao PSB e nessa legenda conquistou uma cadeira de deputado estadual em 1962. Durante o Regime Militar de 1964 foi reeleito pela ARENA em 1966, 1970, 1974 e 1978 e também pelo PDS em 1982. Mediante a criação do PFL conquistou novos mandatos em 1986, 1990, 1994, 1998 e 2002 exercendo ao todo onze mandatos na Assembleia Legislativa da Paraíba. Sua trajetória parlamentar chegou ao fim em 2006 ao ser eleito vice-governador do estado.

## Resultado da eleição para governador

### Primeiro turno
Conforme os arquivos da Justiça Eleitoral foram apurados 1.900.486 votos nominais. Houve ainda 66.221 votos em branco e 187.446 votos nulos, além de 419.613 abstenções.
| Candidatos a governador do estado | Candidatos a vice-governador | Número | Coligação                                                                                       | Votação | Percentual |
| --------------------------------- | ---------------------------- | ------ | ----------------------------------------------------------------------------------------------- | ------- | ---------- |
| Cássio Cunha Lima PSDB            | José Lacerda Neto PFL        | 45     | Por Amor à Paraíba (PSDB, PFL, PP, PTB, PTN, PL, PTC, PTdoB, PPS, PV, PHS, PRTB, PAN, PDT, PSC) | 943.922 | 49,67%     |
| José Maranhão PMDB                | Luciano Cartaxo PT           | 15     | Paraíba de Futuro (PMDB, PT, PRB, PSB, PCdoB, PSL, PMN, PRONA)                                  | 926.272 | 48,74%     |
| David Lobão PSOL                  | Marcelino Rodrigues PSTU     | 50     | Frente de Esquerda (PSOL, PSTU)                                                                 | 22.949  | 1,21%      |
| Lourdes Sarmento PCO              | Manuel Vieira PCO            | 29     | PCO (sem coligação)                                                                             | 3.902   | 0,20%      |
| Marinézio Ferreira PSDC           | Didi da Cajarana PSDC        | 27     | PSDC (sem coligação)                                                                            | 1.743   | 0,09%      |
| Francisco Carlos PCB              | Carlos Magno Barcia PCB      | 21     | PCB (sem coligação)                                                                             | 1.698   | 0,09%      |
| Hélio Chaves PRP                  | Meci Lucena PRP              | 44     | PRP (sem coligação)                                                                             | zero    | zero       |

### Segundo turno
Conforme os arquivos da Justiça Eleitoral foram apurados 1.953.371 votos nominais.
| Candidatos a governador do estado | Candidatos a vice-governador | Número | Coligação                                                                                       | Votação   | Percentual |
| --------------------------------- | ---------------------------- | ------ | ----------------------------------------------------------------------------------------------- | --------- | ---------- |
| Cássio Cunha Lima PSDB            | José Lacerda Neto PFL        | 45     | Por Amor à Paraíba (PSDB, PFL, PP, PTB, PTN, PL, PTC, PTdoB, PPS, PV, PHS, PRTB, PAN, PDT, PSC) | 1.003.102 | 51,35%     |
| José Maranhão PMDB                | Luciano Cartaxo PT           | 15     | Paraíba de Futuro (PMDB, PT, PRB, PSB, PCdoB, PSL, PMN, PRONA)                                  | 950.269   | 48,65%     |

## Cassação do governador
Por conta de disputas judiciais o resultado da eleição paraibana foi alterado em 17 de fevereiro de 2009 após o veredicto do Tribunal Superior Eleitoral que cassou os mandatos de Cássio Cunha Lima e José Lacerda Neto numa sessão onde determinou também a posse de José Maranhão como governador e Luciano Cartaxo como vice-governador do estado, sendo que Maranhão renunciou ao mandato de senador em prol de Roberto Cavalcanti a fim de retornar ao Palácio da Redenção.
A carreira do novo governador teve início no PTB onde foi eleito deputado estadual em 1954, 1958 e 1962. Secretário de Agricultura no governo José Fernandes de Lima, conquistou um novo mandato pelo MDB em 1966 exercendo-o até sua cassação pelo Ato Institucional Número Cinco em 1969. Encerrado o seu degredo político filiou-se ao PMDB e nele foi eleito deputado federal em 1982. Durante a legislatura apoiou a emenda Dante de Oliveira e votou em Tancredo Neves no Colégio Eleitoral. Reeleito 1986 e 1990, assinou a Constituição de 1988 e votou pelo impeachment de Fernando Collor em 1992. Eleito vice-governador da Paraíba em 1994, subiu ao poder devido falecimento de Antônio Mariz e foi reeleito em 1998. Vitorioso na eleição para senador em 2002, reassumiu o Palácio da Redenção por desígnios da Justiça Eleitoral após a derrota no pleito de 2006. Para vice-governador foi empossado Luciano Cartaxo. Nascido em Sousa, ele é farmacêutico pela Universidade Federal da Paraíba e fez carreira política no PT sendo eleito vereador em João Pessoa em 1996, 2000, 2004 e 2008.

## Biografia do senador eleito

### Cícero Lucena
Na eleição para senador a vitória foi do engenheiro civil Cícero Lucena. Nascido em São José de Piranhas e diplomado na Universidade Federal da Paraíba, foi diretor financeiro numa empresa de construção civil e terraplanagem. Outrora filiado ao PMDB, elegeu-se vice-governador da Paraíba na chapa de Ronaldo Cunha Lima em 1990 e assumiu o governo quando o titular renunciou para disputar o Senado Federal em 1994. No governo do presidente Fernando Henrique Cardoso foi secretário especial de Políticas Regionais antes de eleger-se prefeito de João Pessoa em 1996 sendo reeleito no ano 2000. Filiado ao PSDB foi secretário de Planejamento no primeiro governo Cássio Cunha Lima e em 2006 foi eleito senador pela Paraíba, mandato que fora exercido em três oportunidades por seu primo, Humberto Lucena.

## Resultado da eleição para senador
Conforme os arquivos da Justiça Eleitoral foram apurados 1.665.443 votos nominais.
| Candidatos a senador da República | Candidatos a suplente de senador            | Número | Coligação                                                                                       | Votação | Percentual |
| --------------------------------- | ------------------------------------------- | ------ | ----------------------------------------------------------------------------------------------- | ------- | ---------- |
| Cícero Lucena PSDB                | Carlos Dunga PTB João Rafael PSDB           | 456    | Por Amor à Paraíba (PSDB, PFL, PP, PTB, PTN, PL, PTC, PTdoB, PPS, PV, PHS, PRTB, PAN, PDT, PSC) | 803.600 | 48,25%     |
| Ney Suassuna PMDB                 | Edvaldo Rosas PMDB Vituriano de Abreu PMDB  | 151    | Paraíba de Futuro (PMDB, PT, PRB, PSB, PCdoB, PSL, PMN, PRONA)                                  | 725.502 | 43,56%     |
| Vital Farias PSOL                 | Lissandro Saraiva PSOL José Nunes PSOL      | 500    | Frente de Esquerda (PSOL, PSTU)                                                                 | 99.966  | 6,00%      |
| Walter Amorim PRTB                | Francimar Cordeiro PRTB Francisco Tito PRTB | 289    | PRTB (sem coligação)                                                                            | 13.541  | 0,81%      |
| Joseilson Freitas PCO             | Paulo Rodrigues PCO Maria das Dores PCO     | 299    | PCO (sem coligação)                                                                             | 7.576   | 0,49%      |
| Ronaldo Medeiros PSL              | Pastor Ferreira PSL Geúde Oliveira PSL      | 177    | PSL (sem coligação)                                                                             | 7.294   | 0,44%      |
| Livieto Régis PSDC                | Wellington Brito PSDC Luciano Neves PSDC    | 277    | PSDC (sem coligação)                                                                            | 5.580   | 0,35%      |
| Antônio Pereira PCB               | Gervásio Neto PCB Antônio Trajano PCB       | 215    | PCB (sem coligação)                                                                             | 2.384   | 0,14%      |
| Kléber Valadares PRP              | José Carlos da Silva PRP Célia Martins PRP  | 444    | PRP (sem coligação)                                                                             | zero    | zero       |

## Deputados federais eleitos
São relacionados os candidatos eleitos com informações complementares da Câmara dos Deputados.

Representação eleita
  PMDB: 3
  PSDB: 3
  PSB: 2
  PL: 2
  PFL: 1
  PT: 1

Fonteː
| Deputados federais eleitos | Partido | Votação | Percentual | Cidade onde nasceu   | Unidade federativa |
| Vital do Rego Filho        | PMDB    | 168.301 | 8,69%      | Campina Grande       | Paraíba            |
| Wilson Santiago            | PMDB    | 163.661 | 8,45%      | Uiraúna              | Paraíba            |
| Rômulo Gouveia             | PSDB    | 152.330 | 7,87%      | Campina Grande       | Paraíba            |
| Efraim Filho               | PFL     | 147.335 | 7,61%      | João Pessoa          | Paraíba            |
| Manoel Junior              | PSB     | 126.339 | 6,52%      | Pedras de Fogo       | Paraíba            |
| Wellington Roberto         | PL      | 125.407 | 6,48%      | São José de Piranhas | Paraíba            |
| Ronaldo Cunha Lima         | PSDB    | 124.192 | 6,41%      | Guarabira            | Paraíba            |
| Wilson Braga               | PMDB    | 113.557 | 5,86%      | Conceição            | Paraíba            |
| Luiz Couto                 | PT      | 83.742  | 4,32%      | Soledade             | Paraíba            |
| Damião Feliciano           | PL      | 75.408  | 3,89%      | Campina Grande       | Paraíba            |
| Armando Abílio             | PSDB    | 55.337  | 2,86%      | Itaporanga           | Paraíba            |
| Marcondes Gadelha          | PSB     | 39.361  | 2,03%      | Sousa                | Paraíba            |

## Deputados estaduais eleitos
Estavam em jogo trinta e seis cadeiras na Assembleia Legislativa da Paraíba.

Representação eleita
  PMDB: 12
  PSDB: 7
  PFL: 6
  PSB: 3
  PDT: 2
  PT: 2
  PPS: 2
  PP: 1
  PTB: 1

Fonteː
| Número | Deputados estaduais eleitos | Partido | Votação | Percentual | Cidade onde nasceu   | Unidade federativa |
| 45123  | Zenóbio Toscano             | PSDB    | 38.265  | 1,95%      | Guarabira            | Paraíba            |
| 12345  | Manoel Ludgério             | PDT     | 38.129  | 1,95%      | Catolé do Rocha      | Paraíba            |
| 45111  | Romero Rodrigues            | PSDB    | 38.014  | 1,94%      | Campina Grande       | Paraíba            |
| 45000  | Fabiano Lucena              | PSDB    | 37.154  | 1,9%       | João Pessoa          | Paraíba            |
| 15221  | Francisca Motta             | PMDB    | 36.323  | 1,85%      | Catolé do Rocha      | Paraíba            |
| 15229  | Flaviano Quinto             | PMDB    | 35.844  | 1,83%      | João Pessoa          | Paraíba            |
| 45678  | Ruy Carneiro                | PSDB    | 34.912  | 1,78%      | Rio de Janeiro       | Rio de Janeiro     |
| 15199  | Gervásio Maia               | PMDB    | 32.778  | 1,67%      | São Paulo            | São Paulo          |
| 45145  | Arthur Cunha Lima           | PSDB    | 32.113  | 1,64%      | Campina Grande       | Paraíba            |
| 45245  | Dinaldo Wanderley           | PMDB    | 32.082  | 1,64%      | Patos                | Paraíba            |
| 15151  | Raniery Paulino             | PMDB    | 31.517  | 1,61%      | João Pessoa          | Paraíba            |
| 25666  | José Aldemir                | PFL     | 31.233  | 1,59%      | Cajazeiras           | Paraíba            |
| 45645  | João Gonçalves              | PSDB    | 31.019  | 1,58%      | João Pessoa          | Paraíba            |
| 25888  | Branco Mendes               | PFL     | 28.970  | 1,48%      | Aguiar               | Paraíba            |
| 15155  | Olenka Maranhão             | PMDB    | 28.669  | 1,46%      | João Pessoa          | Paraíba            |
| 25000  | João Henrique               | PFL     | 28.041  | 1,43%      | Monteiro             | Paraíba            |
| 25800  | Quintans                    | PFL     | 27.860  | 1,42%      | Sumé                 | Paraíba            |
| 45666  | Ricardo Marcelo             | PSDB    | 27.597  | 1,41%      | João Pessoa          | Paraíba            |
| 13456  | Jeová Campos                | PT      | 27.521  | 1,41%      | São José de Piranhas | Paraíba            |
| 25111  | Lindolfo Pires              | PFL     | 27.118  | 1,38%      | Sousa                | Paraíba            |
| 25147  | Arnaldo Monteiro            | PFL     | 26.741  | 1,37%      | Esperança            | Paraíba            |
| 11111  | Aguinaldo Ribeiro           | PP      | 26.237  | 1,34%      | Campina Grande       | Paraíba            |
| 45444  | Antônio Mineral             | PSDB    | 25.645  | 1,31%      | Patos                | Paraíba            |
| 15123  | Trocolli Júnior             | PMDB    | 24.320  | 1,24%      | João Pessoa          | Paraíba            |
| 15122  | Dr. Verissinho              | PMDB    | 23.318  | 1,19%      | Pombal               | Paraíba            |
| 15152  | Iraê Lucena                 | PMDB    | 22.641  | 1,16%      | Rio de Janeiro       | Rio de Janeiro     |
| 15234  | Márcio Roberto              | PMDB    | 22.158  | 1,13%      | São Bento            | Paraíba            |
| 15210  | Ivaldo Moraes               | PMDB    | 22.017  | 1,12%      | Campina Grande       | Paraíba            |
| 40123  | Guilherme Almeida           | PSB     | 21.950  | 1,12%      | Campina Grande       | Paraíba            |
| 13110  | Rodrigo Soares              | PT      | 21.890  | 1,12%      | João Pessoa          | Paraíba            |
| 40400  | Leonardo Gadelha            | PSB     | 21.531  | 1,1%       | Brasília             | Distrito Federal   |
| 12333  | Jacó Maciel                 | PDT     | 20.513  | 1,05%      | Campina Grande       | Paraíba            |
| 14141  | Dunga Júnior                | PTB     | 20.436  | 1,04%      | Campina Grande       | Paraíba            |
| 40112  | Carlos Batinga              | PSB     | 19.314  | 0,99%      | Monteiro             | Paraíba            |
| 23300  | Socorro Marques             | PPS     | 13.887  | 0,71%      | Malta                | Paraíba            |
| 23000  | Nivaldo Manoel              | PPS     | 13.872  | 0,71%      | João Pessoa          | Paraíba            |

## Aspectos da campanha

### Punições ao Sistema Correio
Tal qual havia ocorrido em 2002, a TV Correio (afiliada da RecordTV) foi punida por infringir a lei eleitoral por três vezes. A 98 Correio FM também ficou fora do ar. O motivo seria uma entrevista concedida pelo então prefeito de Campina Grande, Veneziano Vital do Rêgo, ao programa Correio Debate em 29 de setembro onde Rêgo elogiou José Maranhão e fez críticas a Cássio Cunha Lima. O desembargador Nilo Ramalho entendeu que a TV Correio proporcionara espaço para que o prefeito emitisse opiniões prejudiciais ao candidato do PSDB e benéficas ao seu correligionário, ato que é considerado ilegal. A Correio FM foi condenada em 2 de outubro por ter usado a programação para fazer propaganda pró-Maranhão mediante à administração de Cássio Cunha Lima ou ao próprio candidato a reeleição, além de entrevistar políticos que pediam voto à coligação "Paraíba de Futuro".
Em 16 de outubro a TV Correio saiu novamente do ar por decisão da Justiça Eleitoral. Nilo Ramalho alegou que, na edição do Correio Debate exibida no mesmo dia, os apresentadores Hélder Moura e Rubens Nóbrega haviam emitido opiniões que denegriam a imagem de Cunha Lima. Os advogados da emissora entraram com recurso alegando que houve apenas uma crítica formal à gestão, e não ao candidato do PSDB. No entanto, o desembargador negou o pedido e, além de retirar a programação durante 24 horas, obrigou a TV Correio a pagar uma multa de 21.282 reais.

### Curiosidades da eleição
A eleição de 2006 marcou as estreias de PRB (que apoiou José Maranhão) e PSOL. Outros 2 partidos disputaram suas primeiras eleições de fato neste ano (em 2002, não lançaram candidatos a deputado federal ou estadual): PRTB, que lançou apenas 2 candidatos (Sargento Marcos Silva, postulante a uma vaga na Câmara dos Deputados, obteve apenas 857 votos, e Walter Amorim, candidato ao Senado Federal, ficou na quarta colocação, com 13.541 sufrágios) e PTN, com 2 candidatos a deputado estadual (Toinha e Dr. Temístocles), que receberam votação inexpressiva. O PTC, que teve 5 candidaturas a deputado em 2002, apoiou Cássio Cunha Lima em 2006, mas não lançou nenhum para a Câmara ou Assembleia Legislativa.
Esta foi, também, a última eleição disputada por três legendas: PRONA, PL  (se fundiram ainda em 2006, formando o PR) e PAN (incorporado ao PTB). Este último, inclusive, foi o partido que teve o candidato mais velho do pleito: o servidor público aposentado João Nunes (disputou o Senado em 1994 pelo PMN), que aos 94 anos, tentou uma vaga na ALPB, sem sucesso - foram apenas 169 votos. Entre todos os postulantes a deputado estadual, o mais jovem foi Carlos Rafael (PSOL), que teve sua candidatura barrada por não ter a idade mínima para concorrer ao cargo.
14 anos depois da cisão, o PCB voltou a disputar uma eleição na Paraíba. Tendo o advogado Francisco Carlos como candidato a governador, o "Partidão" teve um desempenho modesto: Adriana Paula e Alexandre Mesquita, que concorreram a deputado estadual, receberam 709 e 705 votos, respectivamente; já Antônio Pereira teve a menor votação para o Senado (2.384 sufrágios).
Além de oficializar Marcelino Rodrigues como vice na chapa de David Lobão, o PSTU lançou ainda outros 2 candidatos: o professor e sindicalista Antônio Radical foi o único que foi liberado para disputar uma vaga de deputado federal, enquanto que a estudante Amanara Araújo teve sua candidatura indeferida pelo TRE - ela não havia prestado as contas da eleição de 2004 em João Pessoa, quando disputou uma vaga na Câmara de Vereadores. Também não participaram da eleição por invalidação dos registros pelo TRE: Dr. Deczon Cunha (PSB), Durval Lira (PPS), Francis Albuquerque (PRTB), Rogério Coutinho (PSB), Milton Medeiros (PV) e Marcos Marinho (PMDB).
Dos 88 candidatos a deputado federal, Adailto Barros (PT) - que inicialmente disputaria uma vaga na ALPB - e Bartolomeu (PV) foram impedidos de concorrer. Benjamin Maranhão (PMDB), que tentava a reeleição, desistiu de participar do pleito, depois que foi acusado de envolvimento no Escândalo dos Sanguessugas. Além deles, Fábio Henrique (PRB), João Pontes (PSB), Coelho (PCdoB), Zé Wagner (PV), Kleber Fernandes (PFL) e Tony Sérgio (PCO) desistiram ou tiveram as candidaturas barradas.
A ex-governadora e ex-deputada Lúcia Braga, que tentava uma vaga na Assembleia Legislativa pelo PMDB, decidiu sair da disputa eleitoral para acompanhar o marido, Wilson Braga, na tentativa de voltar para a Câmara Federal. Outros 19 candidatos abriram mão de concorrer a uma vaga na Assembleia Legislativa: Ananias Aragão (PSC), Andréa Batata (PRP), Chico Asfora (PSL), Cícero Simplício (PRP), Delano (PP), Elly Norat (PDT), Geraildes (PRP), Gerlando da Silva (PP), Gilson Kumamoto (PTB), Isaac Cesarino (PSC), Joia Germano (PRP), Lucius Fabiani (PT, também concorreu para deputado federal), Marconi Marques (PSC), Professor Mendes (PMN), Reginaldo Pereira (PSDB), Ricardo Oliveira (PSL), Tercinho (do mesmo partido), Valdecir Amorim (PFL) e Zezito do Carimbo (PRP). O único que veio a falecer durante a campanha foi Gilvan Siqueira, do PDT, e com isso o registro de sua candidatura foi retirado.